# Léon Brunier
Léon Brunier, noto anche col nome italianizzato di Leone Brunier (Aiguebelle, 8 gennaio 1811 – Saint-Pierre-d'Albigny, 1º novembre 1875), è stato un avvocato e politico francese.

## Biografia

### Origini
Léon Brunier è nato nella parrocchia di Aiguebelle, nella Maurienne, situata nell'allora dipartimento del Monte Bianco. Il ducato di Savoia era stato annesso dalla France nel 1792. È il nipote di Sébastien Brunier, canonico della collegiale d'Aiguebelle.
Ha un figlio, César.

### Politica
Léon Brunier è un avvocato, specialista di problemi doganali.
Lo Statuto albertino apre nuovi orizzonti politici. Si candida al parlamento, venendo eletto dalla I legislatura del Regno di Sardegna fino alla V – dal 27 aprile 1848 al 15 novembre 1857 – in rappresentanza della Savoia al Parlamento subalpino, per il collegio di La Chambre, che comprendeva il mandamento di Aiguebelle, nella Bassa Maurienne.
Tra i 22 deputati del Ducato di Savoia, è classificato tra i sette deputati del cosiddetto gruppo dei liberaldemocratici o costituzionali e ha il ruolo di capo-fila. Nei dibattiti dell'estate del 1848, i deputati di questo gruppo sono contrari al ruolo tenuto dalle congregazioni religiose come la Compagnia del Gesù. Analizza la disaffezione dei Savoiardi con il Piemonte durante i dibattiti sulla questione del prestito forzoso. A differenza degli altri deputati del ducato, il deputato Brunier pensa che un'annessione di Savoia da parte della Francia consentirebbe di rispondere a molti problemi incontrati, opponendosi così ai suoi compatrioti guidati dal deputato Costa de Beauregard.
Durante il suo mandato, è relatore della commissione incaricata dei trattati commerciali con Belgio e Inghilterra. È anche uno specialista in questioni doganali.
Nonostante la corrente filo-francese che attraversa la Savoia e l'attuazione di idee liberali nel mandamento del collegio di La Chambre, nel 1857 viene battuto dal candidato conservatore Ferdinand Grange.

### L'annessione della Savoia
Léon Brunier viene spesso presentato come leader del partito liberale in Maurienne, favorevole all'annessione alla Francia. Già nel 1848 difese in un opuscolo l'idea di una Savoia più vicina alla Francia che ai territori italiani del Regno di Sardegna:
(Brunier, Des Sympathies, p.4.)
In conclusione di questo opuscolo, indica: "1. La combinazione peggiore per Savoia sarebbe essere uno stato indipendente; 2. Ciò che offrirebbe un po' meno di inconvenienti sarebbe l'unione con la Svizzera; 3. Poi arriva l'unione con l'Italia; 4. E soprattutto, l'unione con la Francia. (Pagina 24). Indica tuttavia che la situazione potrebbe evolversi qualora il regno sardo rendesse al Ducato gli stessi vantaggi materiali che questi otterrebbe con la Francia, in particolare con l'eliminazione delle dogane con la Svizzera e la Francia, o tasse più basse. Riteneva inoltre che la Savoia non fosse totalmente libera dai suoi obblighi quando entrò in Francia nel 1792.
Nel 1860, durante la questione dell'annessione di Savoia in Francia, pubblicò un nuovo altro saggio in cui sosteneva questo discorso pro-annessione, mentre sfumava il desiderio del 1848:
"Dirò tutto il mio pensiero sulla riunione della Savoia con la Francia. Lo formulo così: 1. L'interesse permanente di Savoia è quello di ricongiungersi con la Francia; 2. questo interesse è meno forte nel 1860 che nel 1848; 3. se le Alpi fossero attraversate da una ferrovia, non ci sarebbe dubbio che la Savoia avesse ancora il vantaggio di essere unita alla Francia, nel solo rispetto degli interessi materiali".

### Dopo l'annessione
Dopo l'annessione si candica in due occasioni, come liberale, vale a dire come candidato dell'opposizione, sotto il Secondo Impero.
Durante le elezioni legislative francesi del 1863, si presenta nel 2° collegio elettorale, ma la sua candidatura è invalidata, perché la prefettura si sbagliava al momento della sua iscrizione. Ferdinand Palluel vince le elezioni. Secondo il prefetto "se Palluel era il candidato del governo, Brunier era quello del principe Napoleone". Il deputato Palluel muore nel 1866 e Brunier si candida nuovamente, ma è eletto Louis Bérard-Blay.
Brunier muore a Saint-Pierre-d'Albigny.